# 東急リゾーツ&ステイ
東急リゾーツ&ステイ株式会社（とうきゅうリゾーツ&ステイ、英: Tokyu Resorts & Stays Co., Ltd.）は、東京都渋谷区道玄坂に本社を置く、東急不動産ホールディングスグループに属する会社で、都市型ホテルの東急ステイ、会員制リゾートホテルの東急ハーヴェストクラブやゴルフ場、スキー場などの運営、それらのリゾート会員権・ゴルフ会員権の発売を主な事業とする企業である。
東急ステイと東急ハーヴェストクラブ、ホテルハーヴェストがTOKYUポイント加盟店。

## 沿革
- 1963年 - 東急不動産がリゾート観光事業を開始
- 1979年 - 東急不動産興業株式会社設立（東急リゾートサービスの設立年という位置付け）
- 2001年 - 各地の東急リゾートサービスなど12社を合併して株式会社東急リゾートサービス設立
- 2020年 - 東急ステイ株式会社及び東急ステイサービス株式会社を吸収合併し、東急リゾーツ&ステイ株式会社に商号変更

## 運営施設一覧

### 会員制リゾートホテル
- 東急ハーヴェストクラブ
那須 / 鬼怒川 / 勝浦 / 箱根明神平 / 箱根甲子園 / 山中湖マウント富士（提携） / 旧軽井沢 / 旧軽井沢アネックス / 軽井沢 / 斑尾 / 蓼科 / 蓼科リゾート / 蓼科アネックス / 天城高原 / 熱海伊豆山 / 伊東 / 静波海岸（提携） / 浜名湖 / スキージャム勝山 / 南紀田辺 / 京都鷹峯 / 有馬六彩

- 東急ハーヴェストクラブ VIALA

箱根翡翠 / annex熱海伊豆山 / annex軽井沢 / VIALA軽井沢Retreat creek/garden / annex京都鷹峯 / annex有馬六彩 / 鬼怒川渓翠 / VIALA箱根湖悠（2024年10月23日開業予定）
- 東急ハーヴェストクラブ RESERVE

　  RESERVE箱根明神平 In nol hakone myojindai / RESERVE飛騨高山 In 東急ステイ飛騨高山 結の湯 / RESERVE京都東山In THE HOTEL HIGASHIYAMA
- 東急ハーヴェストクラブ会員サロン
2008年10月7日、東京日本橋にオープン。専用コンシェルジュが会員の要望・相談に対応。サロンには和食レストラン「日本橋 織音（おりね）」も併設。

### リゾートホテル
- ホテルニセコアルペン
- AYA NISEKO
- 蓼科東急ホテル（旧：蓼科東急リゾート）
- ホテルタングラム
- 箱根翡翠
- 有馬六彩
- 勝山ニューホテル
- ホテルハーヴェスト
那須 / 鬼怒川 / 斑尾 / 旧軽井沢 / 軽井沢 / 蓼科 /箱根明神平 / 箱根甲子園 / 伊東 / 天城高原 / スキージャム勝山 / 浜名湖 / 南紀田辺
- リフレッツ倶楽部
2010年4月1日より、グループ会社である株式会社イーウェルに事業移管
- 阿蘇キャニオンテラス＆ロッジ presented by 阿蘇東急ゴルフクラブ（熊本県阿蘇郡南阿蘇村河陽）
阿蘇東急ゴルフクラブに隣接する。もともとは日赤の研修施設だった「アソシエート」（2016年熊本地震のため閉館）を2017年6月に買い取り、クラブハウスとリゾートホテルを兼ねた施設としてリニューアル。熊本地震の本震から5年を迎える2021年4月16日にグランドオープンした[2]。
- ROKU KYOTO, LXR Hotels & Resorts
東急不動産とヒルトン・ワールドワイドが推進している2021年9月16日開業の京都市北区のホテル。運営は当社が行う[3]。

### ゴルフ場
| - ニセコ東急ゴルフコース - 那須国際カントリークラブ - 板倉ゴルフ場 - サミットゴルフクラブ（提携） - 筑波東急ゴルフクラブ - 猿島カントリー倶楽部 - 麻倉ゴルフ倶楽部 - 小見川東急ゴルフクラブ - 芝山ゴルフ倶楽部 - 季美の森ゴルフ倶楽部 - 鶴舞カントリー倶楽部 - 大多喜城ゴルフ倶楽部 | - 勝浦東急ゴルフコース - 川崎国際生田緑地ゴルフ場 - 蓼科東急ゴルフコース - 望月東急ゴルフクラブ - 斑尾東急ゴルフクラブ - 天城高原ゴルフコース - 有田東急ゴルフクラブ - 関西カントリークラブ - 吉川カントリー倶楽部 - 三木よかわカントリークラブ - 大分東急ゴルフクラブ - 阿蘇東急ゴルフクラブ |

### スキー場
- ニセコ東急 グラン・ヒラフ
- ハンターマウンテン塩原
- マウントジーンズスキーリゾート那須
- たんばらスキーパーク
- タングラムスキーサーカス
- 蓼科東急スキー場
- 富士見パノラマリゾート（提携）
- スキージャム勝山

### その他
別荘などの管理を請け負っている。